# Ilse Paulis
Ilse Paulis (Leiderdorp, 30 de julio de 1993) es una deportista neerlandesa que compite en remo.
Participó en dos Juegos Olímpicos de Verano, obteniendo dos medallas en la prueba de doble scull ligero, oro en Río de Janeiro 2016 y bronce en Tokio 2020.
Ganó tres medallas en el Campeonato Mundial de Remo entre los años 2014 y 2019, y cinco medallas en el Campeonato Europeo de Remo entre los años 2016 y 2021.

## Palmarés internacional
| Juegos Olímpicos   | Juegos Olímpicos         | Juegos Olímpicos  | Juegos Olímpicos    |
| Año                | Lugar                    | Medalla           | Prueba              |
| ------------------ | ------------------------ | ----------------- | ------------------- |
| 2016               | Río de Janeiro (Brasil)  | Medalla de oro    | Doble scull ligero  |
| 2020               | Tokio (Japón)            | Medalla de bronce | Doble scull ligero  |
| Campeonato Mundial |                          |                   |                     |
| Año                | Lugar                    | Medalla           | Prueba              |
| 2014               | Ámsterdam (Países Bajos) | Medalla de oro    | Cuatro scull ligero |
| 2018               | Plovdiv (Bulgaria)       | Medalla de bronce | Doble scull ligero  |
| 2019               | Ottensheim (Austria)     | Medalla de plata  | Doble scull ligero  |
| Campeonato Europeo |                          |                   |                     |
| Año                | Lugar                    | Medalla           | Prueba              |
| 2016               | Brandeburgo (Alemania)   | Medalla de oro    | Doble scull ligero  |
| 2017               | Račice (República Checa) | Medalla de plata  | Doble scull ligero  |
| 2018               | Glasgow (Reino Unido)    | Medalla de oro    | Doble scull ligero  |
| 2020               | Poznań (Polonia)         | Medalla de oro    | Doble scull ligero  |
| 2021               | Varese (Italia)          | Medalla de bronce | Doble scull ligero  |